# ريتشارد لي (ملحن)
ريتشارد لي (بالإنجليزية: Richard Leigh)‏ هو ملحن وكاتب أغاني أمريكي، ولد في 1951 في واشنطن العاصمة في الولايات المتحدة.

## وصلات خارجية
- ريتشارد لي على موقع ميوزك برينز (الإنجليزية)